# Ngaoundéré III
Ngaoundéré III est l'un des arrondissements de Ngaoundéré, chef-lieu de la Vina situé dans la région de l'Adamaoua, au Cameroun.

## Histoire
L'arrondissement de Ngaoundéré 3e voit le jour le 24 avril 2007, à la suite d’un décret présidentiel (n° 2007/017). Le territoire de cette commune correspond à celui de l’arrondissement qui porte le même nom.
Ce secteur a connu un véritable essor à partir de 1983, avec l’installation du centre universitaire de Ngaoundéré. Depuis lors, la zone s’est transformée en un foyer de croissance, attirant de plus en plus d’habitants et d’activités économiques et sociales. Éloignée du noyau ancien de la ville, elle a suivi une trajectoire propre, fortement influencée par la dynamique universitaire.

## Géographie
Cet arrondissement a une superficie d'environ 393 km2, à 13,5961° de longitude Est et 7,3551° de latitude Nord. Elle est limitrophe des arrondissements suivants : au sud par la commune de Ngaoundéré IIe, au nord par Mbé, à l'ouest par Martap  et à l'est par Nganha.

## Climat
La commune de Ngaoundéré III a une saison sèche très courte, de 4 à 5 mois, débutant au mois de novembre et s'achevant au mois d'avril, et une longue saison pluvieuse d'avril à novembre voire souvent décembre. Les mois les plus arrosés sont août et septembre. On peut également noter quelques pluies en saison sèche mais cette dernière reste quand même rude.

## Population
En 2005, la population de Ngaoundéré III s'élevait à 17 527 habitants, dont 9 945 hommes et 7 582 femmes. De nos jours, on se projette à environ 30449, avec un taux moyen de croissance de 2,8%, et on peut également ajouter environ 65000 étudiants résidant dans cette commune.
La population diversifiée mélangeant des personnes de divers horizons : Peulhs, Mboum, Dii, Gbaya, quelques groupes ethniques du nord (Toupouri, Moundang, Massa, Baynawa), Massa, Betis, Bamoun, Bamiléké, anglophones, mais on peut aussi compter des étrangers africains à l'instar des Tchadiens, Centrafricains, Gabonais, ou encore européens comme les Français, et les Chinois présents sur place pour des travaux de marchés publics ou pour des raisons d'évangélisation et de développement.

## Langues
La langue locale communément parlée est le fufuldé.

## Organisations territoriales[4]
L’arrondissement compte 15 quartiers‑villages :
- Bambi,
- Bini,
- Dang,
- Dang Ousmanou,
- Hore‑Bini,Madjele,
- Malang,
- Malo‑Goni,
- Malo‑Mbifal,
- Manwoui,
- Margol,
- Naboune,
- Tchabal Mounguel,
- Beka-Tingueren,
- Tchabal Baouro.

## Éducation
Cet arrondissement compte plusieurs établissements, passant par la maternelle, le primaire, le secondaire  et l'enseignement supérieur.
Établissements maternels et primaires :
- école publique de Malang I,
- école publique de Malang II,
- école publique de Manwoui,
- école publique de Ngaoumoukone,
- école publique de Tchabal-Djalingo.

Établissements secondaires :
- lycée bilingue[Comment ?] de Malang ;
- lycée bilingue de Manwi ;
- CETIC de Malang ;
- CES de Beka Ngaoumokone ;
- CES de Tchabal.

Établissement supérieur :
l'Université de Ngoundéré.

## Économie
Le pôle économique de Ngaoundéré III est étroitement lié à l’Université de Ngaoundéré  qui contribue fortement de l’activité (hébergement, commerce, services pour la population estudiantine). Le marché Dang fournit les denrées de base et génère un flux commercial quotidien, il se tient le dimanche.Mis à part le marché de Dang, on a deux autres marchés ruraux : Tchabbal Djalingo, qui se tient chaque samedi, et Tchabbal Baouro qui se tient chaque dimanche.
La commune est dominée par l’élevage bovin. Ce secteur d’activité connaît d’énormes problèmes, à savoir la production, la structuration et l’organisation, la commercialisation et les conflits agro-pastoraux.
Exploitation minière
On dispose dans cette zone de gravier, qui est artisanalement exploité à Beka-Tinguerin et industriellement à Naboun par les Chinois et à Tchabbal-Baouro par dragage.

## Structures administratives[1]
La commune d'arrondissement de Ngaoundéré III est dirigée par un maire depuis 2020.
| Période   | Nom et prénoms       |
| --------- | -------------------- |
| 2020-2025 | Mohamadou DASSIROU   |
| 2015-2020 | Djika MASSAGALA      |
| 2013-2015 | ABOUBAKAR BAKARY     |
| 2007-2013 | Mohaman NOUROU RAZIL |

| Période       | Nom et prénoms    |
| ------------- | ----------------- |
| 2019          | MOHAMADOU LAMINOU |
| jusqu'en 2019 | ABOUBAKAR ABBO    |

| Période   | N° | Nom et prénoms   |
| --------- | -- | ---------------- |
| 2020-     | A1 | Faustin DADJE    |
| 2020-     | A2 | Mme HOUREINATOU  |
| 2013-2015 | A1 | Mme Rose LADI    |
| 2013-2015 | A2 | Ismael NGOUNOUNO |
| 2007-2013 | A2 | Ismael NGOUNOUNO |